# Стиморол
Сти́морол (дат. Stimorol) — датский бренд жевательной резинки, изначально принадлежавший компании Dansk Tyggegummi Fabrik A/S, позже ставшей Dandy A/S. Компания основана Хольгером Сёренсеном (Holger Sørensen) в 1915 году. Первоначально эта жевательная резинка продавалась только в Скандинавии (с 1956 года), а позже стала продаваться во многих странах Европы. В 1978 году компания выпустила новинку — жевательную резинку без сахара, а с 1990-х годов разнообразила её различными фруктовыми и мятными ароматами.

## Stimorol в России
В России бренд появился в 1992 году, и приобрёл популярность во многом благодаря удачному рекламному ролику и привлекательности элементов оформления упаковки, схожей с цветами американского флага.
В 1995—1997 годах компания была спонсором чемпионата России по футболу, за время трехлетнего титульного спонсорства Stimorol заплатила чуть более 2 миллионов долларов из 10 полученных ПФЛ.
В 1999 году компания Dandy A/S построила завод по производству жевательной резинки, продававшей под брендами Stimorol и Dirol в Великом Новгороде; завод работает до настоящего времени.
Бренд несколько раз менял владельца: в 2003 году компанию Dandy A/S приобрела Cadbury-Schweppes, затем завод перешел к российскому филиалу Kraft Foods, который стал частью международной компании Mondelēz International в 2013 году.
На момент 2010 года продукция компании продавалась только на рынках Дании, Швеции, Нидерландов, Бельгии, Швейцарии и Норвегии, но в 2014 году продукция вновь начала периодически продаваться в России. По данным опроса социологической интернет-компании «Институт общественного мнения „Анкетолог“», приведённым на сайте сетевого издания «Роскачество», в 2019 году Stimorol был самым узнаваемым брендом жевательной резинки в России — о ней знали 72 % опрошенных.
В 2022 году Stimorol стал спонсором киберспортивной организации Astralis.

## Состав
По данным независимой потребительской организации Дании Forbrugerrådet Tænk в состав некоторых жевательных резинок, продаваемых под брендом Stimorol, входили нежелательные и потенциально опасные компоненты, в частности, бутилгидрокситолуол (пищевая добавка Е321) и диоксид титана (Е171), с 2022 года запрещённый к использованию в пищевой промышленности в Евросоюзе.